# Meistaraflokkur (1930)
Sezon 1930 był 19. sezonem o mistrzostwo Islandii. Drużyna KR nie obroniła tytułu mistrzowskiego, zdobył go zespół Valur, wygrywając wszystkie cztery mecze. Ze względu na brak systemu ligowego żaden zespół nie spadł ani nie awansował po sezonie.

## Drużyny
Po sezonie 1929 z udziału w lidze zrezygnował zespół ÍBA Akureyri, nie dołączył natomiast żaden nowy zespół, w wyniku czego w sezonie 1930 w rozgrywkach Meistaraflokkur wzięło udział pięć zespołów.
| Uczestnicy poprzedniej edycji                                                                                 | Uczestnicy poprzedniej edycji | Uczestnicy poprzedniej edycji | Uczestnicy poprzedniej edycji |
| --- | ----------------------------- | ----------------------------- | ----------------------------- |
| KRE | KR                            | 1                             |                               |
| VAL | Valur                         | 2                             |                               |
| VÍR | Víkingur Reykjavík            | 3                             |                               |
| ÍBV | ÍB Vestmannaeyja              | 4                             |                               |
| FRA | Fram                          | 5                             |                               |
| Oznaczenia: - kolumna pierwsza – skróty nazw drużyn, - kolumna trzecia – miejsce zajęte w poprzednim sezonie. |                               |                               |                               |

## Tabela
| Lp. | Drużyna            | M | Z | R | P | Bramki | Bramki | +/– | Pkt |
| --- | ------------------ | - | - | - | - | ------ | ------ | --- | --- |
| 1   | Valur (M)          | 4 | 4 | 0 | 0 | 18     | 2      | +16 | 8   |
| 2   | KR                 | 4 | 3 | 0 | 1 | 14     | 4      | +10 | 6   |
| 3   | ÍB Vestmannaeyja   | 4 | 2 | 0 | 2 | 11     | 10     | +1  | 4   |
| 4   | Víkingur Reykjavík | 4 | 0 | 1 | 3 | 3      | 13     | −10 | 1   |
| 4   | Fram               | 4 | 0 | 1 | 3 | 2      | 19     | −17 | 1   |

## Wyniki
| Gospodarz \ Gość   | FRA | ÍBV | KRE | VAL | VÍR |
| Fram               |     | 1:5 |     | 0:8 |     |
| ÍB Vestmannaeyja   |     |     |     | 1:3 | 3:2 |
| KR                 | 5:0 | 4:2 |     |     |     |
| Valur              |     |     | 2:1 |     | 5:0 |
| Víkingur Reykjavík | 1:1 |     | 0:4 |     |     |

Źródło: Knattspyrnusamband Íslands (isl.)
Objaśnienia:
1Drużyna gospodarzy jest wymieniona po lewej stronie tabeli.
Kolory: zielony – zwycięstwo gospodarzy, żółty – remis, różowy – zwycięstwo gości.